# Pierre Jarlier
Pierre Jarlier, né le 14 juillet 1954 à Saint-Flour, est un homme politique français, membre du Parti radical, puis du Mouvement radical.

## Biographie
Architecte de profession, il est élu conseiller général du Cantal (canton de Saint-Flour-Sud) en 1992, puis maire de  Saint-Flour en 1993. Il est élu sénateur du Cantal le 27 septembre 1998 et réélu les 21 septembre 2008 et 28 septembre 2014. Il siège au sein du groupe Union des démocrates et indépendants - UC.
Le 11 juin 2015, à la suite du rejet, le 2 mars 2015, de son compte de campagne par la Commission nationale des comptes de campagne et des financements politiques, il est déclaré démissionnaire d'office par le Conseil constitutionnel et inéligible pour un an.

## Détail des mandats et fonctions

### Mandats électifs
- Président de Saint-Flour Communauté (2017-2020)
- Maire de Saint-Flour (1993-2020)
- Conseiller général du Cantal, élu dans le canton de Saint-Flour-Sud (1992-2008)
- Vice-président du conseil général du Cantal
- Sénateur du Cantal (1998-2015)
- Président de l'Association des maires du Cantal (→ 2018)
- Président de l'Association nationale des élus de la montagne (2002-2004)
- Membre du Conseil national de l'aménagement et du développement du territoire
- Président de la Communauté de communes du Pays de Saint-Flour (1994-2013)
- Président de la Communauté de communes du Pays de Saint-Flour Margeride (2014-2016)

### Autres mandats
- Membre du Bureau de l'Association des maires de France[2], président de la commission Aménagement, Urbanisme et habitat[3]
- Premier vice-président délégué de l'Association des petites villes de France[4]
- Vice-président de l'Association des maires du Cantal[5]
- Membre du Bureau de l'Association nationale des élus de la montagne[6]
- Secrétaire national de l'Assemblée des communautés de France[7]
- Président du Centre d'études et d'expertise sur les risques, l'environnement, la mobilité et l'aménagement (CEREMA)
- Membre de la Commission permanente du Comité Massif Central
- Membre du Comité des finances locales
- Membre du Bureau de l'Association Française du Conseil des Communes et des Régions d'Europe (AFCCRE) et Président de la commission Cohésion territoriale de cette association
- Vice-Président du conseil d'administration de l'Agence nationale de l'habitat[8]